# M114裝甲車
M114是美國陸軍在越戰時期的裝甲偵察車及裝甲指揮車，由凱迪拉克研發生產，原先作為M113的任務輔助，並且具有空投能力。但是它在越戰的表現不良，因此很快的退出美軍服役。

## 設計與歷史
M114是一種低噸位、低輪廓的裝甲戰鬥車輛，開發目的是與M113裝甲運兵車搭配，提供指揮及偵察用途。M114採用全履帶配置，外型上與M113相似，具兩棲浮渡能力，可由運輸機空運，並且以降落傘空投，是美軍在二戰後少數使用的空降戰車。
1961年10月，通用汽車凱迪拉克分公司獲得美國陸軍2份委託製造合約，生產1,215輛T114。
M114車殼採用鋁合金銲接材質，空重為13,100磅（5.94公噸），戰鬥全重為15,093（6.846公噸），引擎使用雪佛蘭283型V型8汽缸汽油引擎，該引擎排氣量4,638CC，每分鐘轉速4,600轉時輸出功率160匹馬力，每分鐘轉速3,600轉時輸出功率116匹馬力，燃料使用辛烷值80以上的一般高級汽油。車組3人，包括車長、觀察手、駕駛，最高時速達每小時58公里。車載武器最初設計是一挺車長用重機槍，配備白朗寧M2重機槍，機槍可以跟隨車長觀測塔同步移動，但需要讓車長探出車外才能操作機槍。這個設計在M114A1時進行升級，車長機槍可以在內部進行槍枝俯仰與擊發，至A2型時車長觀測塔從人力改良為液壓驅動，降低人力轉動負荷，並將12.7公厘重機槍更換為M139式20公厘機炮強化火力。
車輛的副武器則是觀測手使用的7.62公厘M60通用機槍，此外車內乘員艙後門有儲存3枚M72輕型反裝甲武器的空間，提供最後的反甲防禦能力。
M114作為裝甲偵查車研製，因此量產後配賦在各機械化偵搜營中，除了營部連之外偵搜營會編制3個偵查連，每個偵查連配賦6輛M114，加上營長與副營長車，一個機械化偵搜營會有20輛M114。
M114在1962年量產後曾投入越戰越戰，但很快被轉送到越南以外的部隊下的偵搜部隊擔負巡邏任務，原因繁多，最核心的問題是M114無法適應越南的作戰環境。首先的問題是它的動力總成妥善率不可靠，對於地雷防禦效果幾乎沒有，低噸位與薄裝甲惡化了對地雷的防護力，一枚地雷就可以摧毀半個車身。由於幾乎談不上生存性，至1964年11月美軍已將所有的M114撤離越南戰場。原先的偵查任務則由M113與M551謝里登輕型坦克替換。而M114撤出越南戰場後，被分配到其它的美軍部隊，包括歐洲、韓國、美國等地，但總而言之，不能佈署在戰場。
1973年，美國陸軍參謀長克雷頓·艾布蘭決定將這款車輛汰除，但因經費不足，因此無法立刻採購同等量的M113替換，汰換計畫持續到1979年末至1980年初才結束。

## 衍生型
- M114－標準型
- M114A1－新型車長武器站，可在車內控制重機槍，（手動或電子擊發）
- M114A2－（1969年，最初名為M114A1E1）改用HS.820 20毫米機炮，美軍命名為M139